# Kimi to Kanojo to Kanojo no Koi.
Kimi to Kanojo to Kanojo no Koi. (	君と彼女と彼女の恋。) là visual novel do hãng phần mềm Nitroplus phát triển và phát hành vào ngày 28 tháng 6 năm 2013. Kimi to Kanojo to Kanojo no Koi. tập trung vào tương tác trực tiếp với chính người chơi, hay còn gọi là thể loại phá vỡ giới hạn thứ 4.

## Tổng quan

### Nhân vật
Shinichi Susuki là một nam sinh không có điểm gì đặc biệt và đời sống thường ngày làm cậu thấy chán ngán. Cậu viết tên mình vào đơn gia nhập câu lạc bộ văn học tại trường cao trung của mình, nhưng thực tế, cậu không hề giao tiếp với bất kì ai trong câu lạc bộ. Cậu có quá khứ rắc rối và bị bỏ lơ bởi cô bạn thơ ấu, nay đã là thần tượng, Miyuki.
Miyuki Sone, một cô gái với mái tóc màu tím, là thần tượng trong giới học sinh vì ban tặng cho ngoại hình và trí tuệ. Mặc dù cô là bạn thơ ấu của Susuki, cô giấu chuyện ấy với mọi người và không bao giờ nói chuyện với cậu ấy. Cô cũng tỏ ra nổi bật hơn mọi người trong câu lạc bộ kịch và chơi rất giỏi ở vị trí đánh bóng chày. Cô cũng rất thích mèo, nhưng lại bị dị ứng với chúng.
Aoi Mukou, một cô gái với mái tóc màu hồng, là một denpa (biệt danh dành cho người có những hành động quái dị do tác động của sóng điện từ.) và gặp khó khăn trong việc tập trung trong lớp. Cô hay đi dạo quanh và cầm điện thoại trong tay mà chẳng có mục đích. Trong giờ ra chơi, cô gửi thư cho "Chúa" ở trên tầng thượng của trường. Cô cũng gặp khó khăn trong việc tìm khoảng cách giữa người với người.

### Cốt truyện
Câu chuyện bắt đầu khi Shinichi cố gắng giúp đỡ cô bạn Aoi hoà đồng với mọi người. Shinichi nhờ Miyuki giúp đỡ và cả ba người họ cùng dành thời gian ở bên nhau. Khi Aoi bắt đầu gần gũi với Shinichi thì Miyuki cũng dần trở lại gần gũi với cậu ấy và khơi gợi lại cảm xúc và kỉ niệm từ thời thơ ấu. Dần dần mối quan hệ này đẩy ba người họ vào một tam giác tình yêu.